# Abu al-Hasan as-Said al-Mutadid
Abu al-Hasan as-Said al-Mutadid, död 1248, var regerande kalif av Almohadkalifatet 1242–1248.